# Kelkjärvi
Kelkjärvi är en sjö i kommunen Luumäki i landskapet Södra Karelen i Finland. Sjön ligger 75 meter över havet. Den är 16,44 meter djup. Arean är 1,87 kvadratkilometer och strandlinjen är 18,37 kilometer lång. Sjön  ingår i Kymmene älvs huvudavrinningsområde.   Den ligger omkring 41 km väster om Villmanstrand och omkring 160 km nordöst om Helsingfors. 
Kelkjärvi ligger söder om Lennusjärvi. 